# 거창중학교 고제분교
거창중학교 고제분교(居昌中學校 高梯分校)는 대한민국 경상남도 거창군 고제면 농산리에 있는 공립 중학교이다.

## 학교 연혁
- 1971년 1월 14일 : 거창중학교 고제분교 설립
- 1971년 3월 11일 : 개교
- 1972년 3월 1일 : 고제중학교 독립 인가
- 1985년 12월 2일 : 현 교사로 이전
- 1999년 9월 1일 : 거창중학교 고제분교장으로 개편
- 2021년 9월 1일 : 제23대 김인수 교장 부임
- 2023년 1월 6일 : 제73회 졸업(고제 50회) (졸업생 3명, 총 2,919명)
- 2023년 3월 2일 : 입학(1명)

## 참고 자료
- 거창중학교 고제분교 - 한국교육학술정보원 학교알리미